# Emilie Locher-Werling

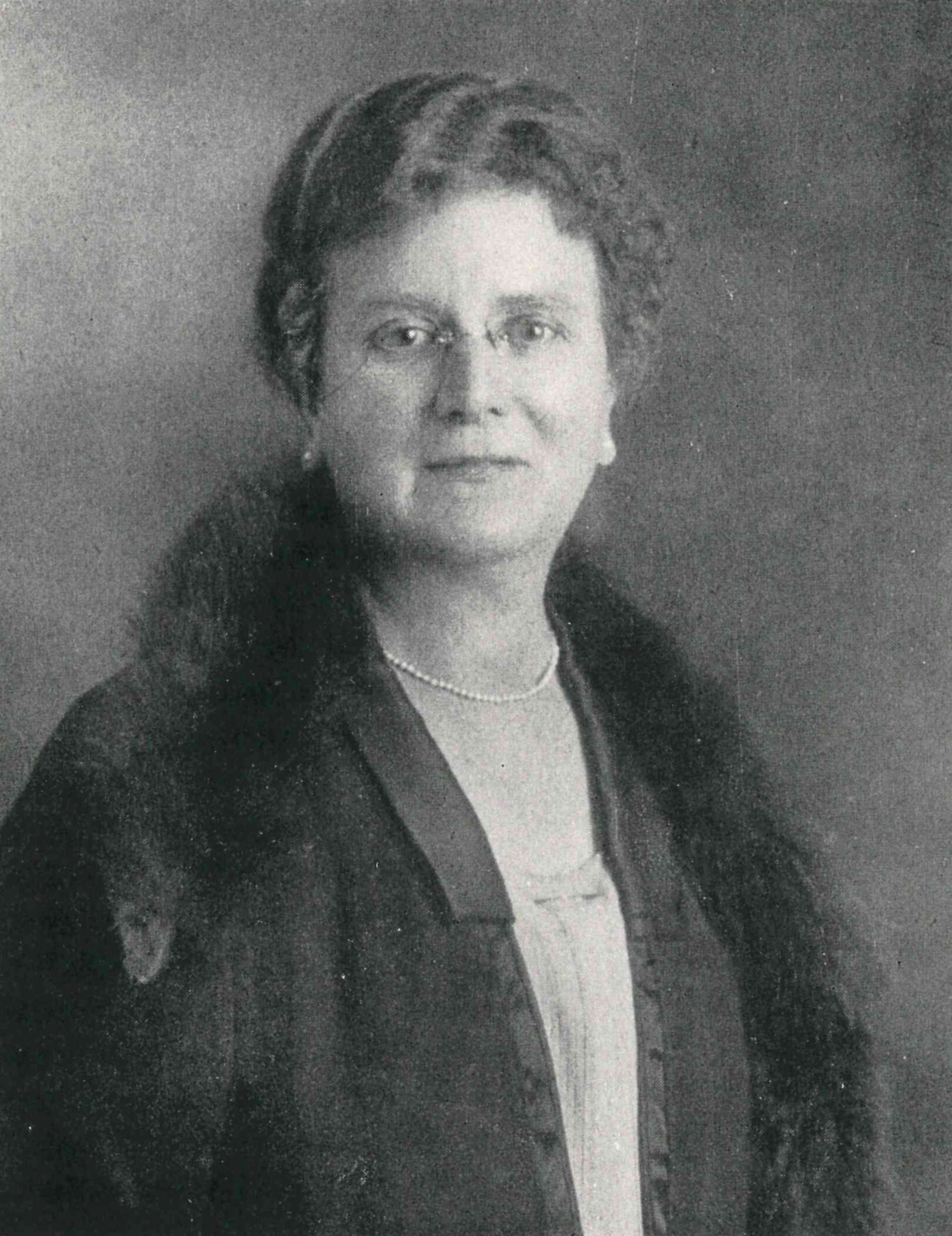
Emilie Locher-Werling

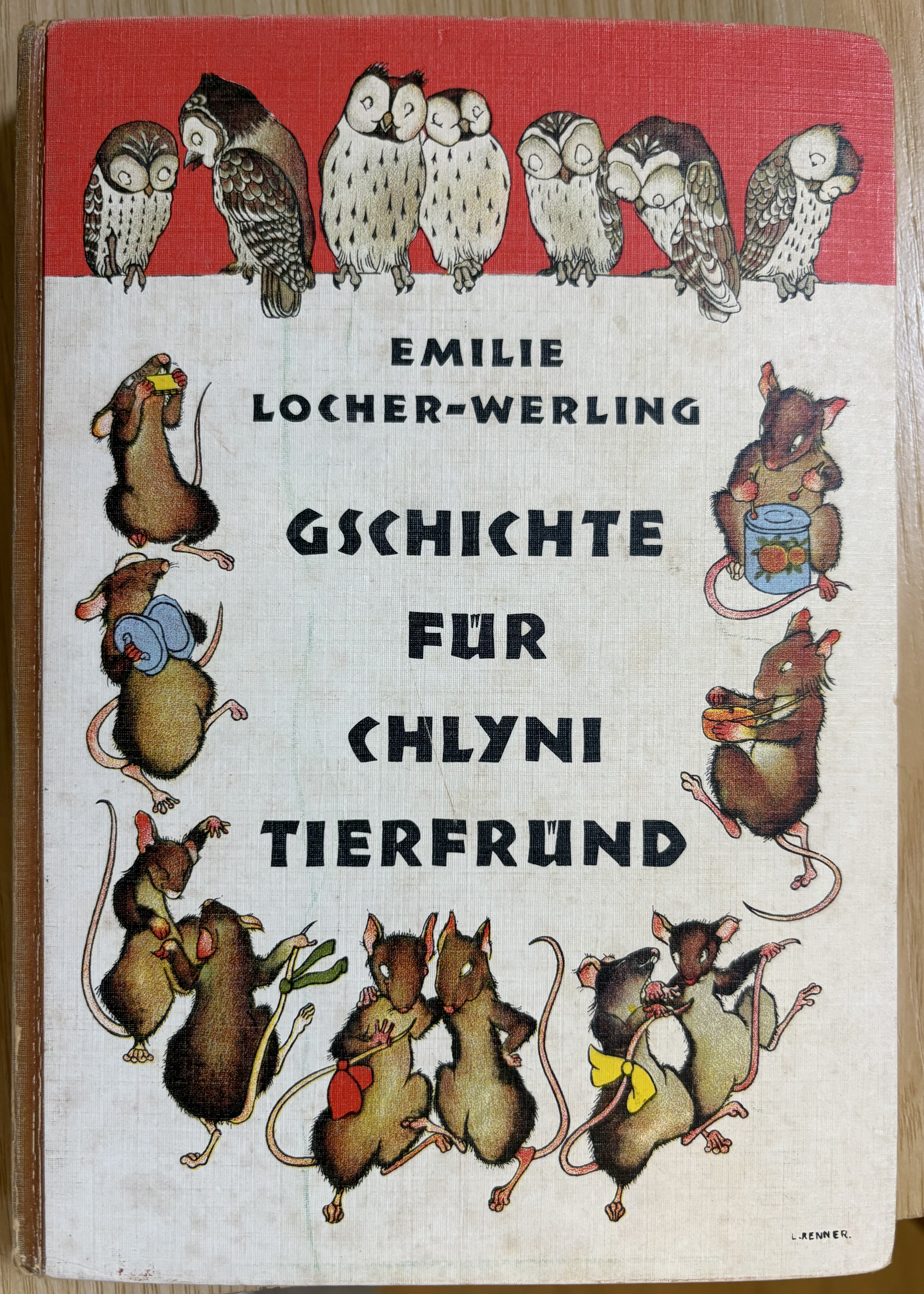
Buchumschlag, 1933

Anna Emilie Locher-Werling (* 13. März 1870 in Riesbach; † 5. August 1963 in São Paulo) war eine Zürcher Mundartautorin. Teilweise schrieb sie auch unter den Pseudonymen Lisi Meier, Anneli Witzig oder Gritli Wüest.

## Leben
Emilie Locher-Werling kam in der damals noch selbständigen Gemeinde Riesbach zur Welt, heute Teil der Stadt Zürich. Ihr Vater war der Schreinermeister Wilhelm Werling. Da beide Eltern verstarben, als Emilie sieben Jahre alt war, wuchs sie bei Verwandten auf. 1892 heiratete sie den Kaufmann Fritz Locher.
Nach ihrer Ausbildung als Schneiderin bildete sie sich in Sprach-, Literatur- und Rezitationskursen weiter und begann zu schreiben. 1902 ging sie bei einem Schreibwettbewerb des «Dramatischen Vereins Zürich» mit dem Stück Wie’s ä chan gah («Wie es auch gehen kann») unerwartet als Siegerin hervor. Das Stück wurde später auch am Schauspielhaus Zürich aufgeführt. Im Anschluss entstanden zahlreiche Theaterstücke für Vereine, festliche Anlässe und Familienfeiern. In manchen Produktionen spielte der bekannte Volksschauspieler Emil Hegetschweiler mit. Vom «Dramatischen Verein Zürich» wurde sie zum Ehrenmitglied ernannt.
Als Mitarbeiterin der Zürcher Tageszeitung Tages-Anzeiger redigierte sie jahrelang die Kinderbeilage. Zudem war sie Redaktorin des illustrierten Monatsblatts Der Helfer, das 1933 in Zürich erstmals erschien. Auf Zürichdeutsch verfasste sie nach den Theaterstücken später auch Erzählungen und Gedichte. Einige ihrer Gedichte erschienen 1962 als Mundartlieder mit Noten von Edwin Kunz 1962 im Schweizer Singbuch Unterstufe. Das von ihr getextete Lied Abiglüte am Zürisee («Abendläuten am Zürichsee») wurde 1947 vom Zolliker Lehrer und Komponisten Jakob Spörri (1886–1965) vertont.
1941 wanderte Emilie Locher-Werling zusammen mit Tochter und Enkelin nach Brasilien aus. Ihr Sohn war dort als Direktor einer Seidenweberei tätig; er verstarb kurz nach der Ankunft seiner Mutter an einer Tropenkrankheit.
Zu ihrem 80. Geburtstag veranstaltete der «Dramatische Verein Zürich» zusammen mit dem «Bund Schwyzertütsch, Gruppe Züri» am 15. März 1950 im Gottfried-Keller-Schulhaus an der Zürcher Minervastrasse eine Gedenkveranstaltung. Die Autorin schickte aus Brasilien Manuskripte, aus denen rezitiert wurde und von ihr getextete Lieder wurden vorgetragen. Den Schluss bildete eine Aufführung ihres Theaterstückes Die inner Stimm.
Der Zürcher Schriftsteller Carl Seelig schrieb über Emilie Locher-Werling: «Die Schriftstellerin griff nicht nach den höchsten Sternen, wurde aber durch ihre teilnahmsvolle Menschenliebe zu einer mütterlichen Freundin und einer populären Zürcher Figur.»
Emilie Locher-Werling verstarb 1963 im Alter von 93 Jahren in São Paulo.

## Werke (Auswahl)
- Wie’s ä cha gah! Theater. 1905.
- Es Sächsilüüte. Theater. 1908.
- Wise-Blueme. Züritüütschi Gedicht. Gedichtsammlung. 1913.
- De Landvogt vo Gryfesee. Theater. 1914.
- Diheim im Stübli. Ein Buch für die Kinderwelt. Kinderbuch. 1923. Mit Illustrationen von Margarete Goetz.
- ’s Sunneschynli und ’s Dummerli. Kinderbuch. 1925.
- Oeppis vom Osterhas. Bilderbuch. 1926.
- I dr Morgesunne. Erinnerige us dr Chindezyt. 1927.
- S’ Klärli träumt es Märli. Kinderbuch. 1928.
- Im Abigrot. Züritüütschi Gedicht. Gedichtsammlung. 1929.
- Gschichte für chlyni Tierfründ. Kinderbuch. 1933.
- Tierlischau. Kinderbuch. 1958.